# Konstantyn Dominik

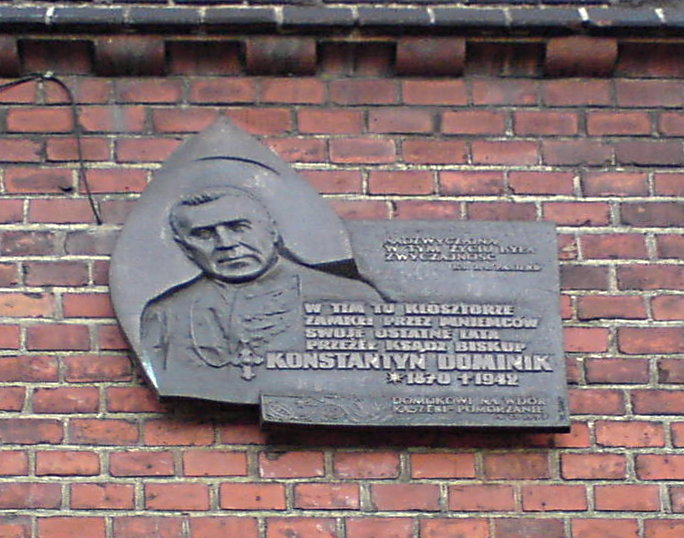

Konstantyn Dominik (Gnieżdżewo, 7 november 1870 - Gdańsk,  7 maart 1942) was een Pools bisschop van de Rooms-Katholieke Kerk.
Konstantyn Dominik werd in 1897 tot priester gewijd. Vanaf 1928 was hij suffragane bisschop van het bisdom Culm.  